# Lungfunktionsundersökning
Lungfunktionsundersökning innebär mätning av volymer eller flöden i luftvägarna och används inom sjukvården framförallt vid astma och kroniskt obstruktiv lungsjukdom. Oftast används spirometri och mätning av PEF med PEF-mätare eller peakflowmeter.

## Enheter som används
- TLC = total lungkapacitet
- VC = vitalkapacitet

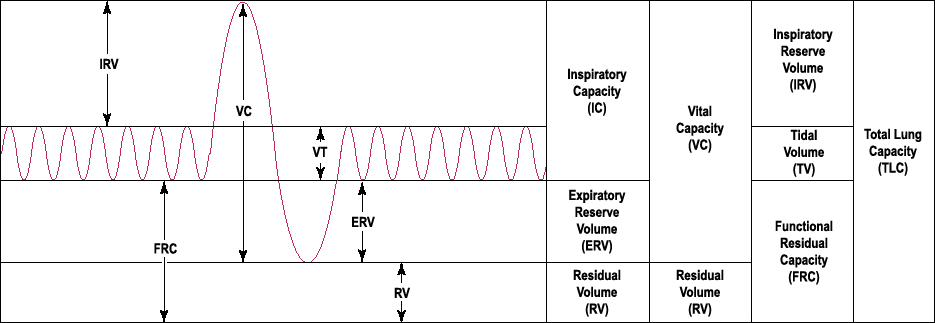
I denna bild ses tidalvolymen (Tidal Volume, TV eller VT) som den lilla amplituden. Den vertikala axeln visar lungvolym och den horisontella visar tid.

- FRC = funktionell residualkapacitet, den mängd luft som finns kvar i lungorna efter en normal utandning.[1]
- RV = residualvolym
- ERV = exspiratorisk reservvolym
- FEV1 = forcerad exspiratorisk volym på en sekund
- FVC = forcerad vitalkapacitet
- PEF = peak expiratory flow

## Dynamiska lungvolymer och flöde—volymkurvor
Den forcerade vitalkapaciteten (FVC) är den volym som utandas vid en kraftig maximal utandning (snabbast möjliga utandning), ur denna kan ett flertal parametrar utläsas inklusive forcerad exspiratorisk volym på en sekund (FEV1), andelen utandad volym under en sekund i förhållande till vitalkapaciteten (FEV% = FEV1/ VC * 100) och peak exspiratoriskt flöde (PEF).
Vid bedömning av lungfunktionen är det i framförallt FEV1 och FEV% som används, vid en obstruktiv funktionsnedsättning kommer det vara svårare att andas ut luften vilket ger en sänkning i både FEV1 och FEV%. Beroende på allvarlighetsgrad av nedsättningen kommer FEV1 och FEV% av vara proportionellt sänkt. Vid bedömningen är även kurvans utseende viktig, en normal individ har en förhållandevis rak kurva från topp (vid PEF värdet) tills luften tar slut. Skulle kurvan istället ha utseendet av en "hängmatta", tyder detta på en obstruktiv funktionsnedsättning.
"Hängmatte" utseendet kan även ses i objektiv form av siffror, detta genom att ta flödeshastigheten vid 75%, 50% och 25% av VC (MEF75, MEF50 respektive MEF25; MEF = maximimalt expiratoriskt flöde).
Vidare nämndes även tidigare PEF värdet, och detta används i första hand för att jämföra utvecklingen över tid. Detta då PEF värdet väldigt enkelt (och billigt) kan mätas i hemmet, i form av de papprörscylindrar som astmatiker har och blåser i för att kontrollera sin medicinering.

## Statiska lungvolymer
Total lungkapacitet är den luftvolym lungorna innehåller efter en maximal inandning. Den kan uppdelas i vitalkapaciteten och residualvolvmen. Residualvolymen är den volym som kvarstår i lungorna efter en maximal utandning och kan inte mätas med en vanlig spirometer. Med en kroppspletysmograf (så kallad body-box) eller genom gasutspädningsmetoder, kan man mäta funktionell residualkapacitet. När man andas ut från funktionell residualkapacitet kan man mäta exspiratorisk reservvolym och sedan kan man räkna ut residualvolymen som skillnaden mellan funktionell residualkapacitet och exspiratorisk reservvolym.

## Diffusionskapacitet
Genom att mäta lungornas förmåga att ta upp syre ur inandad luft fås deras diffusionskapacitet. En sådan mätning utnyttjar det faktum att hemoglobinet i de röda blodkropparna mycket hellre binder kolmonoxid (CO) än vad det gör till syrgas (O2). Försökspersonen får inanda en gasblandning med känd koncentration av CO samt en gas som inte tas upp av hemoglobinet (ex. He eller Metan). Efter inandningen hålls andan i några sekunder (vanligtvis runt 10 sekunder). Sedan samlas utandningsluften in och jämförs matematiskt med den kända ursprungsgasens koncentration. Det vill säga, man tittar efter hur mycket av CO som har försvunnit under de sekunder som andan hölls. 
Diffusionskapaciteten beror på följande (se även Fick's lag): 
- Skillnad i gasernas partialtryck: Det alveolära PO2 måste vara högre än blodets PO2, en liten skillnad kommer att ge en långsammare diffusion. Diffusion mellan PO2 och PCO2 i alveolär respektive pulmonellt blod ökar vid ansträngning och ger en accelererad diffusion.

Vissa typer av mediciner (ex. morfin) minskar ventilationen och minskar därigenom mängden O2 och CO2 som kan utbytas mellan alveolerna och blodet.
Med en ökad höjd kommer det totala atmosfäriska trycket minska, vilket ger en minskad mängd PO2 i alveolerna och O2 diffusionen går därigenom långsammare.
- Yta tillgänglig för gasdiffusion: Ungefär 70 m2 av yta finns tillgängligt för utbyte i lungan. Dessutom finns ett rikligt kapillärnät runt alveolerna, som gör att ungefär 900 ml av blod är tillgängligt för diffusion vid varje ögonblick.

Emfysem som gör att alveolernas väggar förstörs kommer ha en mindre yta tillgänglig för diffusion och diffusionen blir därigenom lägre.
- Diffusionsdistans: Det alveolära membranet är väldigt tunt vilket tillåter en väldigt snabb diffusion. Dessutom är blodkapillärerna så tunna att de röda blodkropparna måste åka en och en i kapillären (som en enkelriktad gata), vilket minimerar avståndet mellan den alveolära och hemoglobinet inuti de röda blodkropparna.

En uppbyggnad av vätska i interstitialrummet mellan alveolerna, som vid lungödem ger en sänkt hastighet i diffusion pga en längre diffusions distans.
- Molekylmassa och gasernas löslighet: Trots att O2 har en mindre molekylmassa än CO2 och därigenom kan gå genom det alveolära membranet 1,2 gånger snabbare. På grund av att CO2 har en 24 gånger högre löslighet i det alveolära membranet, kommer CO2 att ha en högre nettodiffusion ut i alveolerna än vad O2 har ut från alveolerna och in i blodet. Därigenom kommer O2 insufficiens (hypoxia) ske före någon signifikant CO2 återkallning (hypercapnia).